# Port lotniczy Shimla
Port lotniczy Shimla (IATA: SLV, ICAO: VISM) – port lotniczy położony w Jabarhatii koło Shimla, w stanie Himachal Pradesh, w Indiach. 